# Au cœur de moi
Cet article concerne le premier album du chanteur Amir Haddad. Pour la première tournée du chanteur Amir Haddad, voir Au cœur de moi (tournée).
Albums de Amir
Addictions
(2017)
Singles
1. Oasis
Sortie : 2015
2. J'ai cherché
Sortie : 15 janvier 2016
3. On dirait
Sortie : juin 2016
4. Au cœur de moi
Sortie : 6 février 2017

Au cœur de moi est le premier album studio du chanteur franco-israelien Amir sorti le 29 avril 2016 sous le label Warner Music.

## Promotion

### Singles
Le premier single extrait de l'album sort en 2015. Il s'agit d'Oasis. Le deuxième single est J'ai cherché, sorti le 15 janvier 2016. Il est choisi comme chanson représentant la France au concours Eurovision de la chanson 2016. Avec cette chanson, Amir termine en 6e position avec 257 points.
Sort en juin 2016 le titre On dirait. Le 6 février 2017, c'est le titre Au cœur de moi qui est choisi comme quatrième single,.

### Édition collector
Le 11 novembre 2016 sort une édition collector de Au cœur de moi comprenant quatre versions acoustiques et trois versions inédites ainsi qu'un DVD bonus incluant un entretien confidence avec Amir, l’intégralité de sa session acoustique au studio Saint Germain et les clips de On dirait et J'ai cherché.
Une édition collector spécial fan est également mise en vente, comprenant les bonus ci-dessus ainsi qu'un poster inédit en série limitée, dessiné par l'artiste YouNs, et un bonnet gris labellisé « Always Smile ».

### Tournée
Amir commence sa première tournée le 15 octobre 2016. À cette occasion, il lance un chat public avec ses musiciens sur l'application Viber dans l'optique d'être « proche » de son public.

## Liste des titres
Édition standard
| 1.    | J'ai cherché                | Amir Haddad, Tim Bergling, Johan Errami, Martin Bresso, Nazim Khaled | 3:32 |
| 2.    | On dirait                   | Amir Haddad, Nazim Khaled, Jérôme Quériaud                           | 3:15 |
| 3.    | Au cœur de moi              | Amir Haddad, Silvio Lisbonne, Nazim Khaled, Manon Romiti             | 3:07 |
| 4.    | Ma vie, ma ville, mon monde | Nazim Khaled, Jérôme Quériaud                                        | 3:47 |
| 5.    | À ta manière                | Amir Haddad, Nazim Khaled, Davide Esposito                           | 3:21 |
| 6.    | I Know                      | Amir , Nazim Khaled, Felipe , Fred Savio                             | 3:25 |
| 7.    | Très haut                   | Amir Haddad, Nazim Khaled, Silvio Lisbonne, Skalpovich, John Mamann  | 3:32 |
| 8.    | Je reviendrai               | Amir Haddad, Nazim Khaled                                            | 3:37 |
| 9.    | Lost                        | Amir Haddad, François Welgryn, Benoît Leclercq,Julien Joris          | 3:18 |
| 10.   | Oasis                       | Amir Haddad, Nazim Khaled, Silvio Lisbonne, Manon Romiti             | 3:25 |
| 11.   | Broken Heart                | Donnie Demers, Benoît Poher                                          | 3:41 |
| 12.   | Il est temps qu'on m'aime   | Amir Haddad, Nazim Khaled, Rachid Mir, Christian Dessart             | 4:14 |
| 42:14 |                             |                                                                      |      |

Édition collector
| 13.      | J'ai cherché (acoustic version)                 | Amir Haddad, Johan Errami, Nazim Khaled                  | 3:57 |
| 14.      | On dirait (acoustic version)                    | Jérôme Queriaud, Nazim Khaled                            | 3:34 |
| 15.      | Il est temps qu'on m'aime (acoustic version)    | Amir Haddad, Christian Dessart, Nazim Khaled, Rachid Mir | 4:57 |
| 16.      | Silence (acoustic version)                      | Amir Haddad, David D'or                                  | 4:13 |
| 17.      | Yo Busque (J'ai cherché version espagnole)      | Amir Haddad, Johan Errami, Nazim Khaled                  | 3:34 |
| 18.      | Looking for You (J'ai cherché version anglaise) | Amir Haddad, Johan Errami, Nazim Khaled                  | 3:33 |
| 19.      | J'ai cherché (Tom Maiz Remix)                   | Amir Haddad, Johan Errami, Nazim Khaled                  | 3:29 |
| 01:09:41 |                                                 |                                                          |      |

Au cœur de moi est masterisé au studio TMP Recordings, par le DJ/Performer Tiborg, à l'exception du titre J'ai cherché.

## Clips vidéos
- Oasis : 25 juin 2015
- J'ai cherché : 3 mars 2016
- On dirait : 6 septembre 2016
- Au cœur de moi : 30 mars 2017

## Titres certifiés en France
- J'ai cherché  Platine[7]
- On dirait  Platine[8]

## Classements et certifications

### Classements hebdomadaires
| Année | Classement | Classement             | Classement             | Classement |
| Année | ,          | Drapeau de la Belgique | Drapeau de la Belgique | [ 10 ]     |
| Année | ,          | Flandre                | Wallonie,              | [ 10 ]     |
| ----- | ---------- | ---------------------- | ---------------------- | ---------- |
| 2016  | 6          | 136                    | 16                     | 36         |

### Ventes et certifications
| Région | Certification | Ventes/Streams |
| --- | ------------- | -------------- |
| France (SNEP) | 3 × Platine   | 300 000‡       |
| *Ventes selon la certification ^Mise en rayon selon la certification xNon précisé par la certification ‡ventes/streaming selon la certification |               |                |